# Calcedonio Tropea (botaniste)
Pour les articles homonymes, voir Tropea (homonymie) et Calcedonio Tropea.
Calcedonio Tropea (né à  Naples en 1884 et mort à une date non connue, après 1930) est un botaniste italien.

## Éléments biographiques
En 1909, Calcedonio Tropea, qui réside à Palerme, est admis comme membre de la société botanique d'Italie (it). En 1910, il est assistant (assistente) à l'institut royal de botanique de Palerme, puis, en 1912, adjoint (Horti adsistens) au jardin botanique royal et colonial de Palerme, dont il co-signe  le catalogue des graines offertes en échange cette année-là. En 1916, il travaille à Florence à l'Istituto agricolo coloniale Italiano (it) et fait partie du comité de rédaction du mensuel L'Agricoltura Coloniale publié par l'institut.
Il est notamment l'auteur d'un manuel sur la culture du coton, publié en 1911, et d'un article, publié en 1930, sur des expériences de culture du cotonnier en Sardaigne.

## Œuvres
- (it) Calcedonio Tropea, « Vicia saxatilis (Vent.) Tropea », Malpighia, vol. 21,‎ 1907, p. 4.
- (it) Calcedonio Tropea, « Di una maniera di semplificare la costruzione dei poligoni empirici di frequenza », Contribuzioni alla Biologia Vegetale, Palermo, vol. IV, no 2,‎ 1909, p. 193-203.
- (it) Calcedonio Tropea, « Note anatomo-biologiche », Bollettino del R. Orto Botanico e Giardino Coloniale di Palermo, vol. 9, Appendice,‎ 1910, p. 1-40 (lire en ligne)
- (it) Calcedonio Tropea, « Appunti di patologia vegetale », Bollettino del R. Orto Botanico e Giardino Coloniale di Palermo, vol. 9, no 4,‎ 1910, p. 194-197 (lire en ligne)
- (it) Calcedonio Tropea, « Sula possibilità di estendere la colture cotoniere in Itali », Bollettino del R. Orto Botanico e Giardino Coloniale di Palermo, vol. 9,‎ 1910, p. 169-179 (lire en ligne)
- (it) Calcedonio Tropea, « Note di teratologia », Bollettino del R. Orto Botanico e Giardino Coloniale di Palermo, vol. 10, nos 1-2-3,‎ 1911, p. 27-40 (lire en ligne)
- (it) Calcedonio Tropea, « Panicum Bossi, nuova Graminacea dela Somalia Italiana », Bollettino del R. Orto Botanico e Giardino Coloniale di Palermo, vol. 10, nos 1-2-3,‎ 1911, p. 100.
- (it) Calcedonio Tropea, « La cultura razionale », Bollettino del R. Orto Botanico e Giardino Coloniale di Palermo, vol. 10, no 4,‎ 1911, p. 128-130.
- (it) Calcedonio Tropea, « Semina anni MCMXII quae pro mutua commutatione offeruntur », Bollettino del R. Orto Botanico e Giardino Coloniale di Palermo, vol. 11, appendice,‎ 1912, p. 1-79 (lire en ligne).
- (it) Calcedonio Tropea, Guida pratica per la coltivazione del cotone, Milan, Ulrico Hoepli, coll. « Manuali Hoepli », 1911, 166 p.
- (it) Calcedonio Tropea, « Biologia dell' acclimazione », L'Agricoltura coloniale, vol. XI,‎ 1917, p. 16.
- (it) Calcedonio Tropea, « Esperimenti di cotinicoltura in Sardegna », L'Agricoltura coloniale, vol. XXIV, no 6,‎ 1930, p. 309-312 (présentation en ligne).